# Dolly Roll
Dolly Roll là một ban nhạc pop Hungary, được thành lập vào năm 1983 từ các cựu thành viên của ban nhạc Hungária. LP đầu tiên của ban nhạc, Vakáció-ó-ó đã bán được 250 nghìn bản trong vòng hai tháng. Năm 1984, họ đã có chuyến đi lưu diễn ở Hungary, biểu diễn ở 50 nơi. Ban nhạc đã phát hành một album mới mỗi năm. Trong những năm 1986-87 và 1992, ban nhạc đã trải qua một số thay đổi về thành viên. Năm 1998, ban nhạc đã tổ chức một buổi hòa nhạc tại Budapest Sportcsarnok. Năm 2017, ca sĩ chính của ban nhạc, Dolly tuyên bố, rằng ban nhạc sẽ ngừng biểu diễn. Trong suốt ba mươi năm tồn tại, ban nhạc đã bán được hơn năm triệu đĩa.

## Danh sách đĩa nhạc
- Vakáció-ó-ó (1983)
- Eldoradoll (1984)
- Happy cocktail (1985)
- Oh-la-la (1986)
- Játék az élet (1987)
- Zakatol a szív (1988)
- Országúti randevú (1988) (tuyển tập)
- Dupla vagy semmi (1989)
- Ábrándos szép napok (1989)
- Ébreszd fel a szívemet (1990)
- Rég volt, szép volt (1990)
- Gondolsz-e majd rám (1991)
- Rock & Roll-ra Hívlak! (1992)
- Beat turmix '60 1 (1993)
- Tipi-Tapi Dinó (1993)
- Simogass napsugár (1993) (tuyển tập)
- Beat turmix '60 2 (1994)
- Tipi-Tapi Party (1994)
- Dolly Roll Gold (1995) (tuyển tập)
- Atlanta Rá-rá-rá, hajrá!!! (1996)
- Tipi-Tapi Csodaországban (1997)
- Dolly Roll ReMix '98 (1998) (tuyển tập)
- Vakáció-ó-ó '98 (1998) (album trực tiếp)
- Poperett (1999)
- Dolly Jubileumi Koncert (2003) (album trực tiếp)
- Plussz... (2005)
- Karácsony (2009)
- Emlékszel még - Best Of (2009) (tuyển tập)